# Římskokatolická farnost Slatina nad Zdobnicí
Římskokatolická farnost Slatina nad Zdobnicí je územním společenstvím římských katolíků v rychnovském vikariátu královéhradecké diecéze.

## O farnosti

### Historie
Od 14. století stával ve Slatině kostel, zasvěcený sv. Dorotě. Zřejmě již tehdy při něm existovala plebánie. Tento původní kostel v pozdější době zanikl. V závěru 17. století byl ve vsi vystavěn kostel nový, jehož svěcení proběhlo v roce 1699. Kostel byl zasvěcen svátku Proměnění Páně. Ještě počátkem 70. let 20. století je ve Slatině doložen sídelní duchovní správce. V pozdější době přestal být do farnosti sídelní kněz ustanovován, a duchovní správa začala být obstarávána ex currendo z některé z obsazených farností v okolí.

#### Přehled duchovních správců
- 1945–1978 R.D. Karel Raichl (1. 4. 1911 - 8. 11. 1978) (farář)

### Současnost
Farnost je administrována ex currendo ze Žamberka v sousedním žamberském vikariátu.
| Kostel                | Místo                | Bohoslužba           | Bohoslužba                                     | Poznámka     |
| --------------------- | -------------------- | -------------------- | ---------------------------------------------- | ------------ |
| Kostel Proměnění Páně | Slatina nad Zdobnicí | neděle středa sobota | 8.00 - 1x za 14 dní 18.00 18.30 - 1x za 14 dní | farní kostel |